# Starodávné apokalypsy
Starodávné apokalypsy (anglicky Ancient Apocalypse, francouzsky À l’aube de notre histoire) je britský dokumentární seriál, ve kterém novinář Graham Hancock na různých místech planety pátrá po možných důkazech podporující jeho teorii o existující pokročilé civilizaci z doby ledové, jejíž existence byla ukončená katastrofou, ale někteří jedinci mohli přežít a pomohli formovat další civilizace. V seriálu Hancock cestuje od Turecka přes Maltu a Indonésii po Bahamy. Hancock staví do role novináře, který prošetřuje historii civilizace.

## Seznam dílů
- Jednou přišla povodeň (Once There Was a Flood)
- Cizinec v čase chaosu (Stranger in a Time of Chaos)
- Vychází Sirius (Sirius Rising)
- Duchové ze zaplaveného světa (Ghosts of a Drowned World)
- Dědictví mudrců (Legacy of the Sages)
- Ztracená civilizace Ameriky (America's Lost Civilization)
- Osudová zima (A Fatal Winter)
- Zkáza a znovuzrození (Cataclysm and Rebirth)

## Kritika
Podle archeologa Flinta Dibblea seriálu chybí jakékoliv důkazy podporující Hancockovu teorii pokročilé civilizace v době ledové. Pouze Göbekli Tepe je ze všech míst, které Hancock v seriálu navštěvuje, datováno blízko konce doby ledové. Ostatní místa vznikly dávno po konci doby ledové. I přesto, že sám v seriálu přiznává, že jeho závěry jsou spekulativní a nemůže je snadno dokázat, jeho myšlenky zní velmi autoritativně a fakticky.